# Étienne Chéret
Étienne Henri Chéret (26 de julho de 1886 — 14 de abril de 1967) foi um ciclista francês que representou França nos Jogos Olímpicos de Verão de 1912 em Estocolmo, onde terminou em décimo lugar no contrarrelógio por equipes.